# Abdallah Chahine
Pour les articles homonymes, voir Chahine.
Abdallah Chahine (1894 - janvier 1975) est un pianiste et organiste libanais de musique classique orientale.

## Biographie
Abdallah Chahine, libanais, est né en 1894. Il commence l'harmonium à l'âge de 14 ans, et joue alors de cet instrument à l’église Saint-Joseph de Beyrouth pendant les messes. Adulte, il débute dans la réparation et l’accordage des pianos, et continue jouer et enregistrer du piano oriental.
Il fonde en 1942 une maison de commerce d'instruments de musique, qui deviendra en 1952 la société A. Chahine & fils. Il est le fondateur du label de musique Voix de L'orient.
Il a conçu et réalisé un piano oriental à quarts de ton, avec le facteur viennois Frederick Hoffmann.

## Fonctionnement de l'instrument
Le piano oriental conçu par Abdallah Chahine comporte pour certaines touches des cordes supplémentaires, accordées différemment des cordes habituelles.
Aux 12 demi-tons de la gamme tempérée, sont ainsi ajoutées  5 notes nouvelles : si bémol inversé, mi bémol inversé, la bémol inversé, ré bémol inversé et fa semi-dièse permettant ainsi d’exécuter les différents modes ou maqâm orientaux, comme le Bayati, Rast ou Saba... 
Une pédale permet de décaler la frappe des marteaux, et de jouer soit sur les cordes accordées de façon tempérée, soit dans un mode oriental.

## Discographie
Abdallah Chahine a enregistré les disques suivants :
- Oriental bouquet, Parlophone (1965), Voix de l'Orient (1974) et Pathé (année non connue)[7] ;
- De L'Orient À L'Occident Arabes, avec Mustapha Skandrani, Pathé (année non connue)[8] ;
- Le Piano dans la musique arabe (collectif, avec Muḥammad ʿAbd al-Wahhāb, chanteur), Club du Disque Arabe-Artistes Arabes Associés (1993)[9].

Un disque d'hommage à Abdallah Chahine a été enregistré par Al Nagham Al Khaled :
- Abdallah Chahine, Al Nagham Al Khaled, Voix de l'Orient (1979)[10].

Une lettre du musicologue français Jacques Chailley est reproduite avec d'autres documents dans l'encart de ce disque.